# Großer Preis von Malaysia 2007
Der Große Preis von Malaysia 2007 (offiziell 2007 Formula 1 Petronas Malaysian Grand Prix) fand am 8. April auf dem Sepang International Circuit in Sepang statt und war das zweite Rennen der Formel-1-Weltmeisterschaft 2007.

## Berichte

### Hintergrund
Nach dem Großen Preis von Australien führte Kimi Räikkönen in der Fahrerwertung mit zwei Punkten vor Fernando Alonso und mit vier Punkten vor Lewis Hamilton. In der Konstrukteurswertung führte McLaren-Mercedes mit einem Punkt vor Ferrari und mit neun Punkten vor BMW Sauber.
Mit Alonso, Giancarlo Fisichella, Räikkönen und Ralf Schumacher (jeweils einmal) traten vier ehemalige Sieger zu diesem Grand Prix an.

### Training
Die letzten sieben Teams der Konstrukteursmeisterschaft 2006 waren berechtigt am Freitag im freien Training ein drittes Auto einzusetzen. Diese Fahrer fuhren am Freitag, traten aber weder im Qualifying noch im Rennen an. Sebastian Vettel (BMW Sauber) und Kazuki Nakajima (Williams) nahmen in dieser Funktion an den Freitagstrainings teil.
Im ersten freien Training fuhr Felipe Massa mit 1:34,972 Minuten die schnellste Runde vor Alonso und Hamilton.
Am Nachmittag fuhr Massa mit 1:35,780 Minuten erneut Bestzeit. Zweiter wurde Fisichella, Heikki Kovalainen Dritter.
Im letzten freien Training wurde Hamilton mit 1:34,811 Minuten Erster vor Massa und Alonso.

### Qualifikation
Das Qualifying bestand aus drei Teilen mit einer Nettolaufzeit von 45 Minuten. Im ersten Qualifying-Segment (Q1) hatten die Fahrer 18 Minuten Zeit, um sich für das Rennen zu qualifizieren. Alle Fahrer, die im ersten Abschnitt eine Zeit erzielten, die maximal 107 Prozent der schnellsten Rundenzeit betrug, qualifizierten sich für den Grand Prix. Die besten 16 Fahrer erreichten den nächsten Teil. Alonso fuhr mit 1:34,942 Minuten die beste Rundenzeit. Die beiden Spyker, Alexander Wurz, Rubens Barrichello, Anthony Davidson und Scott Speed schieden aus.
Im zweiten Qualifikationsabschnitt (Q2) war erneut Alonso mit 1:34,057 Minuten Schnellster. Die beiden Renault, David Coulthard, Takuma Satō, Jenson Button und Vitantonio Liuzzi schieden aus.
Im letzten Qualifikationsabschnitt (Q3) fuhr Massa mit 1:35,043 Minuten die schnellste Runde und sicherte sich seine vierte Pole-Position. Zweiter wurde Alonso vor Räikkönen.

### Rennen
Barrichello startete vom letzten Platz aus, er war nach einem Motorwechsel von Startplatz 19 auf 22 zurückversetzt worden. Coulthard konnte seinen Startplatz behalten, nachdem die FIA irrtümlich einen Motorwechsel gemeldet hatte.

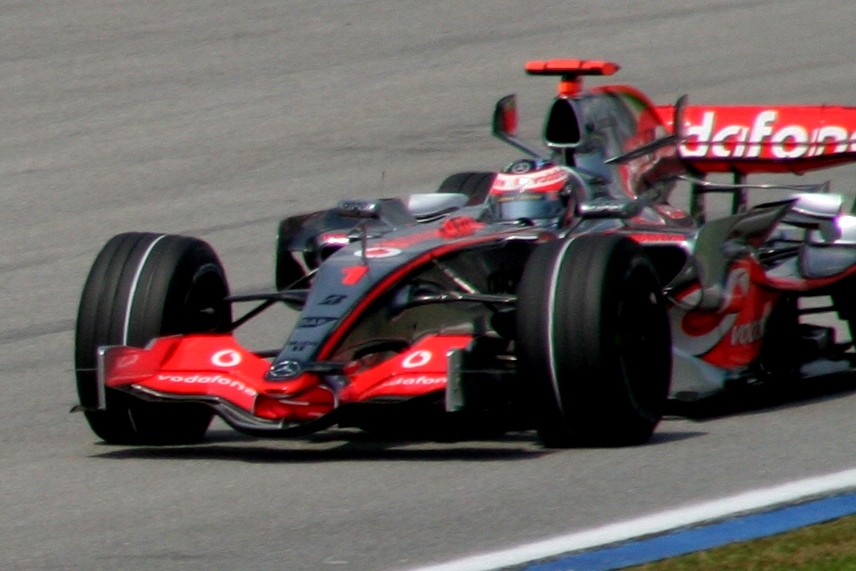
Fernando Alonso gewann sein erstes Rennen für McLaren-Mercedes

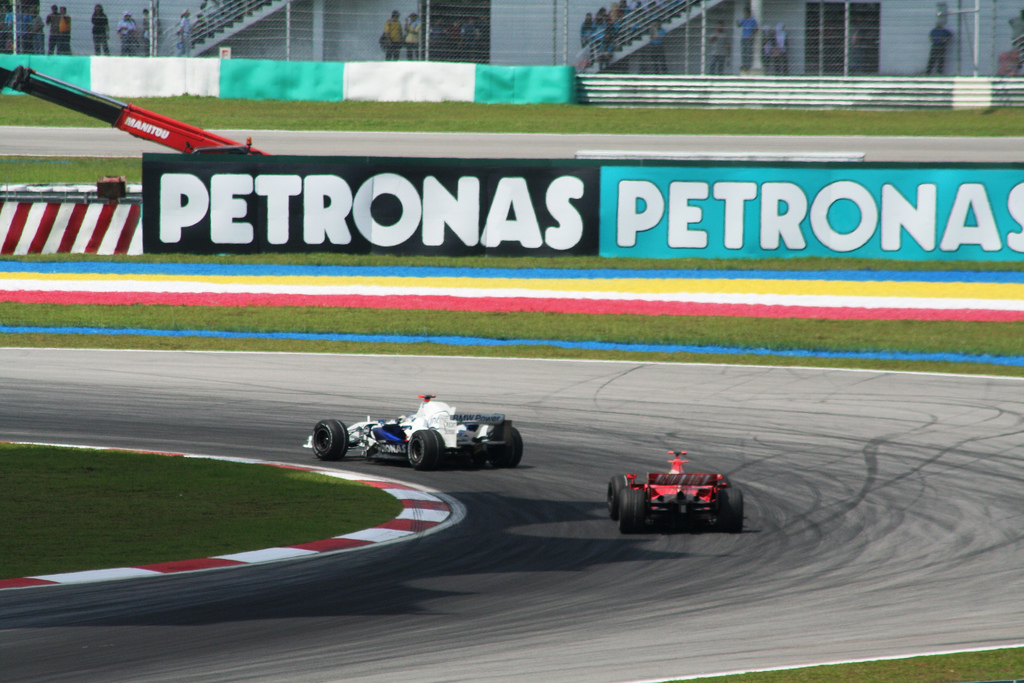
Felipe Massa hinter Nick Heidfeld

Alle Fahrer außer Button, Jarno Trulli und den beiden Red Bull-Fahrern starteten auf dem weicheren Reifen. Die erste Runde war ereignisreich: Alonso, auf Platz zwei gestartet, konnte bereits kurz nach dem Start an Massa vorbei in Führung gehen. Hamilton fiel kurz zurück, konnte dann aber sowohl an Räikkönen als auch an Massa vorbeiziehen. Liuzzi und Satō kollidierten in Kurve vier, was dazu führte, dass Liuzzi wegen eines neuen Frontflügels an die Box musste. Nach dem Rennen gaben sich die Fahrer gegenseitig die Schuld an dem Vorfall.
In den ersten Runden schien Massa ein schnelleres Auto zu haben als Hamilton und versuchte wiederholt, den McLaren innen in Kurve vier zu überholen. Sein erster Versuch war in Runde drei, aber Hamilton bremste spät und blieb in der folgenden Kurve vor Massa. Massa versuchte es in den nächsten beiden Runden erneut an derselben Stelle. In der fünften Runde überholte er Hamilton kurz in der Kurve, schoss jedoch über die Kurve hinaus und fuhr aufs Gras. Er fiel auf den fünften Platz zurück, hinter seinem Teamkollegen Räikkönen und Nick Heidfeld. Hamilton verteidigte seinen zweiten Platz und ermöglichte Alonso so, seine Führung deutlich auszubauen. In der Folge konnten die Ferrari Heidfeld bzw. Hamilton nicht mehr unter Druck setzen. Auch die Boxenstopps brachten keine Veränderungen. In Runde zwölf war Robert Kubica der erste Mann, der an die Box ging, um Kraftstoff und neue Reifen zu holen. Vier Runden später meldete er jedoch Probleme mit der Traktionskontrolle und verlor Plätze.

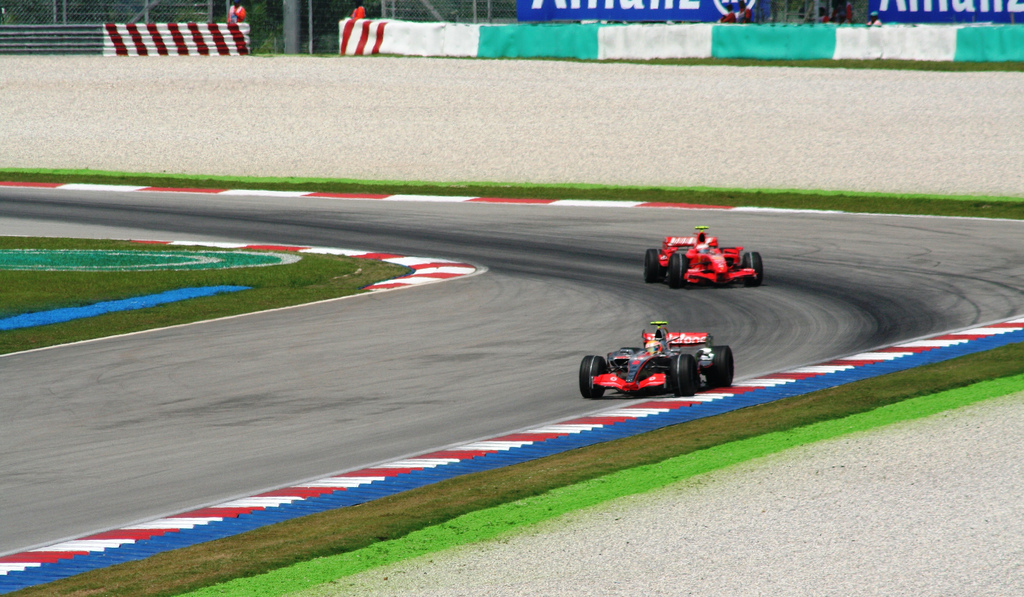
Lewis Hamilton und Kimi Räikkönen während des Grand Prix

Adrian Sutil fiel nach einer Berührung mit Button bereits in der ersten Runde aus. Ralf Schumacher fiel auf Rang 13 zurück. Heidfeld und Nico Rosberg konnten ihre Positionen halten. Wurz gelang es, sich mit zahlreichen Überholmanövern bis auf Rang neun vorzuarbeiten. Nach seinem zweiten Boxenstopp fiel er zurück, konnte sich aber noch vor Mark Webber halten. Rosberg, der lange Zeit auf Platz fünf lag, fiel in Runde 42 mit Hydraulikschaden aus.
Alonso fuhr zu einem ungefährdeten Sieg. Hamilton wurde Zweiter, knapp vor Räikkönen. Vierter wurde Heidfeld vor Massa, Fisichella wurde Sechster, Trulli landete auf Platz sieben. Den letzten Punkt sicherte sich Kovalainen.
Ralf Schumacher landete auf Rang 15, nachdem er Mitte des Rennens zwischen zwei langsamen Hondas festsaß. Coulthard stellte sein Fahrzeug wegen Bremsproblemen in Runde 36 ab. Christijan Albers fiel bereits in Runde sieben mit Getriebeproblemen und Überhitzung aus, die Boxengasse seines Team wurde verqualmt.
In der Fahrerwertung übernahm Alonso die Führung vor Räikkönen und Hamilton. In der Konstrukteurswertung blieben die ersten drei Positionen unverändert.

## Meldeliste
| Team                        | Nr. | Fahrer               | Chassis           | Motor                | Reifen |
| --------------------------- | --- | -------------------- | ----------------- | -------------------- | ------ |
| Vodafone McLaren Mercedes   | 01  | Fernando Alonso      | McLaren MP4-22    | Mercedes-Benz 2.4 V8 | B      |
| Vodafone McLaren Mercedes   | 02  | Lewis Hamilton       | McLaren MP4-22    | Mercedes-Benz 2.4 V8 | B      |
| ING Renault F1 Team         | 03  | Giancarlo Fisichella | Renault R27       | Renault 2.4 V8       | B      |
| ING Renault F1 Team         | 04  | Heikki Kovalainen    | Renault R27       | Renault 2.4 V8       | B      |
| Scuderia Ferrari Marlboro   | 05  | Felipe Massa         | Ferrari F2007     | Ferrari 2.4 V8       | B      |
| Scuderia Ferrari Marlboro   | 06  | Kimi Räikkönen       | Ferrari F2007     | Ferrari 2.4 V8       | B      |
| Honda Racing F1 Team        | 07  | Jenson Button        | Honda RA107       | Honda 2.4 V8         | B      |
| Honda Racing F1 Team        | 08  | Rubens Barrichello   | Honda RA107       | Honda 2.4 V8         | B      |
| BMW Sauber F1 Team          | 09  | Nick Heidfeld        | BMW Sauber F1.07  | BMW 2.4 V8           | B      |
| BMW Sauber F1 Team          | 10  | Robert Kubica        | BMW Sauber F1.07  | BMW 2.4 V8           | B      |
| BMW Sauber F1 Team          | 35  | Sebastian Vettel     | BMW Sauber F1.07  | BMW 2.4 V8           | B      |
| Panasonic Toyota Racing     | 11  | Ralf Schumacher      | Toyota TF107      | Toyota 2.4 V8        | B      |
| Panasonic Toyota Racing     | 12  | Jarno Trulli         | Toyota TF107      | Toyota 2.4 V8        | B      |
| Red Bull Racing             | 14  | David Coulthard      | Red Bull RB3      | Renault 2.4 V8       | B      |
| Red Bull Racing             | 15  | Mark Webber          | Red Bull RB3      | Renault 2.4 V8       | B      |
| AT&T Williams               | 16  | Nico Rosberg         | Williams FW29     | Toyota 2.4 V8        | B      |
| AT&T Williams               | 17  | Alexander Wurz       | Williams FW29     | Toyota 2.4 V8        | B      |
| AT&T Williams               | 36  | Kazuki Nakajima      | Williams FW29     | Toyota 2.4 V8        | B      |
| Scuderia Toro Rosso         | 18  | Vitantonio Liuzzi    | Toro Rosso STR-02 | Ferrari 2.4 V8       | B      |
| Scuderia Toro Rosso         | 19  | Scott Speed          | Toro Rosso STR-02 | Ferrari 2.4 V8       | B      |
| Etihad Aldar Spyker F1 Team | 20  | Adrian Sutil         | Spyker F8-VII     | Ferrari 2.4 V8       | B      |
| Etihad Aldar Spyker F1 Team | 21  | Christijan Albers    | Spyker F8-VII     | Ferrari 2.4 V8       | B      |
| Super Aguri F1 Team         | 22  | Takuma Satō          | Super Aguri SA07  | Honda 2.4 V8         | B      |
| Super Aguri F1 Team         | 23  | Anthony Davidson     | Super Aguri SA07  | Honda 2.4 V8         | B      |

Anmerkungen
1. 1 2  Vettel fuhr im ersten freien Training. Das restliche Wochenende übernahm Heidfeld.
2. 1 2  Nakajima fuhr im ersten freien Training. Das restliche Wochenende übernahm Wurz.

## Klassifikation

### Qualifying
| Pos. | Fahrer               | Konstrukteur       | Q1       | Q2       | Q3       | Start |
| ---- | -------------------- | ------------------ | -------- | -------- | -------- | ----- |
| 01   | Felipe Massa         | Ferrari            | 1:35,340 | 1:34,454 | 1:35,043 | 01    |
| 02   | Fernando Alonso      | McLaren-Mercedes   | 1:34,942 | 1:34,057 | 1:35,310 | 02    |
| 03   | Kimi Räikkönen       | Ferrari            | 1:35,138 | 1:34,687 | 1:35,479 | 03    |
| 04   | Lewis Hamilton       | McLaren-Mercedes   | 1:35,028 | 1:34,650 | 1:36,045 | 04    |
| 05   | Nick Heidfeld        | BMW Sauber         | 1:35,617 | 1:35,203 | 1:36,543 | 05    |
| 06   | Nico Rosberg         | Williams-Toyota    | 1:35,755 | 1:35,380 | 1:36,829 | 06    |
| 07   | Robert Kubica        | BMW Sauber         | 1:35,294 | 1:34,739 | 1:36,896 | 07    |
| 08   | Jarno Trulli         | Toyota             | 1:35,666 | 1:35,255 | 1:36,902 | 08    |
| 09   | Ralf Schumacher      | Toyota             | 1:35,736 | 1:35,595 | 1:37,078 | 09    |
| 10   | Mark Webber          | Red Bull-Renault   | 1:35,727 | 1:35,579 | 1:37,345 | 10    |
| 11   | Heikki Kovalainen    | Renault            | 1:36,092 | 1:35,630 | –        | 11    |
| 12   | Giancarlo Fisichella | Renault            | 1:35,755 | 1:35,706 | –        | 12    |
| 13   | David Coulthard      | Red Bull-Renault   | 1:35,730 | 1:35,766 | –        | 13    |
| 14   | Takuma Satō          | Super Aguri-Honda  | 1:36,430 | 1:35,945 | –        | 14    |
| 15   | Jenson Button        | Honda              | 1:35,913 | 1:36,088 | –        | 15    |
| 16   | Vitantonio Liuzzi    | Toro Rosso-Ferrari | 1:36,140 | 1:36,145 | –        | 16    |
| 17   | Scott Speed          | Toro Rosso-Ferrari | 1:36,430 | –        | –        | 17    |
| 18   | Anthony Davidson     | Super Aguri-Honda  | 1:36,816 | –        | –        | 18    |
| 19   | Rubens Barrichello   | Honda              | 1:36,827 | –        | –        | 22    |
| 20   | Alexander Wurz       | Williams-Toyota    | 1:37,326 | –        | –        | 19    |
| 21   | Christijan Albers    | Spyker-Ferrari     | 1:38,279 | –        | –        | 20    |
| 22   | Adrian Sutil         | Spyker-Ferrari     | 1:38,415 | –        | –        | 21    |

Anmerkungen
1. ↑  Barrichello erhielt aufgrund eines Motorenwechsels eine Startplatzstrafe von zehn Plätzen.

### Rennen
| Pos. | Fahrer               | Konstrukteur       | Runden | Stopps | Zeit        | Start | Schnellste Runde |
| ---- | -------------------- | ------------------ | ------ | ------ | ----------- | ----- | ---------------- |
| 01   | Fernando Alonso      | McLaren-Mercedes   | 56     | 2      | 1:32:14,930 | 02    | 1:36,861 (42.)   |
| 02   | Lewis Hamilton       | McLaren-Mercedes   | 56     | 2      | + 17,557    | 04    | 1:36,701 (22.)   |
| 03   | Kimi Räikkönen       | Ferrari            | 56     | 2      | + 18,339    | 03    | 1:37,228 (40.)   |
| 04   | Nick Heidfeld        | BMW Sauber         | 56     | 2      | + 33,777    | 05    | 1:37,417 (55.)   |
| 05   | Felipe Massa         | Ferrari            | 56     | 2      | + 36,705    | 01    | 1:37,199 (42.)   |
| 06   | Giancarlo Fisichella | Renault            | 56     | 2      | + 1:05,638  | 12    | 1:37,879 (44.)   |
| 07   | Jarno Trulli         | Toyota             | 56     | 2      | + 1:10,132  | 08    | 1:38,016 (40.)   |
| 08   | Heikki Kovalainen    | Renault            | 56     | 2      | + 1:12,015  | 11    | 1:37,810 (41.)   |
| 09   | Alexander Wurz       | Williams-Toyota    | 56     | 2      | + 1:29,924  | 19    | 1:37,864 (19.)   |
| 10   | Mark Webber          | Red Bull-Renault   | 56     | 2      | + 1:33,556  | 10    | 1:38,540 (55.)   |
| 11   | Rubens Barrichello   | Honda              | 55     | 2      | + 1 Runde   | 22    | 1:38,566 (32.)   |
| 12   | Jenson Button        | Honda              | 55     | 2      | + 1 Runde   | 15    | 1:38,658 (54.)   |
| 13   | Takuma Satō          | Super Aguri-Honda  | 55     | 2      | + 1 Runde   | 14    | 1:38,496 (37.)   |
| 14   | Scott Speed          | Toro Rosso-Ferrari | 55     | 2      | + 1 Runde   | 17    | 1:39,098 (54.)   |
| 15   | Ralf Schumacher      | Williams-Toyota    | 55     | 2      | + 1 Runde   | 09    | 1:39,243 (52.)   |
| 16   | Anthony Davidson     | Super Aguri Honda  | 55     | 2      | + 1 Runde   | 18    | 1:39,566 (32.)   |
| 17   | Vitantonio Liuzzi    | Toro Rosso-Ferrari | 55     | 3      | + 1 Runde   | 16    | 1:38,447 (21.)   |
| 18   | Robert Kubica        | BMW Sauber         | 55     | 2      | + 1 Runde   | 07    | 1:38,874 (53.)   |
| –    | Nico Rosberg         | Williams-Toyota    | 42     | 2      | DNF         | 06    | 1:37,704 (18.)   |
| –    | David Coulthard      | Red Bull-Renault   | 36     | 1      | DNF         | 13    | 1:38,098 (28.)   |
| –    | Christijan Albers    | Spyker-Ferrari     | 7      | 0      | DNF         | 20    | 1:41,495 (05.)   |
| –    | Adrian Sutil         | Spyker-Ferrari     | 0      | 0      | DNF         | 21    | –                |

## WM-Stände nach dem Rennen
Die ersten acht des Rennens bekamen 10, 8, 6, 5, 4, 3, 2 bzw. 1 Punkt(e).

### Fahrerwertung
| Pos. | Fahrer               | Konstrukteur     | Punkte |
| ---- | -------------------- | ---------------- | ------ |
| 01   | Fernando Alonso      | McLaren-Mercedes | 18     |
| 02   | Kimi Räikkönen       | Ferrari          | 16     |
| 03   | Lewis Hamilton       | McLaren-Mercedes | 14     |
| 04   | Nick Heidfeld        | BMW Sauber       | 10     |
| 05   | Giancarlo Fisichella | Renault          | 7      |
| 06   | Felipe Massa         | Ferrari          | 7      |
| 07   | Jarno Trulli         | Toyota           | 2      |
| 08   | Nico Rosberg         | Williams-Toyota  | 2      |
| 09   | Heikki Kovalainen    | Renault          | 1      |
| 10   | Ralf Schumacher      | Toyota           | 1      |
| 11   | Alexander Wurz       | Williams-Toyota  | 0      |

| Pos. | Fahrer             | Konstrukteur       | Punkte |
| ---- | ------------------ | ------------------ | ------ |
| 12   | Mark Webber        | Red Bull-Renault   | 0      |
| 13   | Rubens Barrichello | Honda              | 0      |
| 14   | Takuma Satō        | Super Aguri-Honda  | 0      |
| 15   | Jenson Button      | Honda              | 0      |
| 16   | Vitantonio Liuzzi  | Toro Rosso-Ferrari | 0      |
| 17   | Scott Speed        | Toro Rosso-Ferrari | 0      |
| 18   | Anthony Davidson   | Super Aguri-Honda  | 0      |
| 19   | Adrian Sutil       | Spyker-Ferrari     | 0      |
| 20   | Robert Kubica      | BMW Sauber         | 0      |
| –    | Christijan Albers  | Spyker-Ferrari     | 0      |
| –    | David Coulthard    | Red Bull-Renault   | 0      |

### Konstrukteurswertung
| Pos. | Konstrukteur     | Punkte |
| ---- | ---------------- | ------ |
| 01   | McLaren Mercedes | 32     |
| 02   | Ferrari          | 23     |
| 03   | BMW Sauber       | 10     |
| 04   | Renault          | 8      |
| 05   | Toyota           | 3      |
| 06   | Williams-Toyota  | 2      |

| Pos. | Konstrukteur       | Punkte |
| ---- | ------------------ | ------ |
| 07   | Red Bull-Renault   | 0      |
| 08   | Honda              | 0      |
| 09   | Super Aguri-Honda  | 0      |
| 10   | Toro Rosso-Ferrari | 0      |
| 11   | Spyker-Ferrari     | 0      |